# Roswell (Dacota do Sul)
Roswell é uma cidade  localizada no estado norte-americano de Dakota do Sul, no Condado de Miner.

## Demografia
Segundo o censo norte-americano de 2000, a sua população era de 21 habitantes.
Em 2006, foi estimada uma população de 19, um decréscimo de 2 (-9.5%).

## Geografia
De acordo com o United States Census Bureau tem uma área de
3,7 km², dos quais 3,7 km² cobertos por terra e 0,0 km² cobertos por água. Roswell localiza-se a aproximadamente 443 m acima do nível do mar.

## Localidades na vizinhança
O diagrama seguinte representa as localidades num raio de 24 km ao redor de Roswell.